# 葉復
葉復，福建建宁府建安县人，明朝政治人物、進士出身。
洪武十八年，登丁丑科會試中進士，授增城县知县。